# Асоціація західноамериканської музики
Асоціація західноамериканської музики (англ. Western Music Association) — організація США, заснована у 1989 році з метою збереження і популяризації музики американського заходу та американських ковбоїв.
Щорічно у листопаді Асоціація проводить Міжнародний західноамериканський музичний фестиваль, під час якого оголошує переможців у категоріях найкращої музичної групи, найкращого альбому, пісні, авторів пісень та виконавців у західноамериканському жанрі (вестерн).
Крім того асоціація друкує журнал The Western Way та підтримує Залу слави західноамериканської музики Western Music Association Hall of Fame.